# Etna Township (Iowa)
Cet article possède un paronyme, voir Edna Township (Iowa).
Etna Township est un township, du comté de Hardin en Iowa, aux États-Unis,.
Le township est fondé en 1853.

## Source de la traduction
- (en) Cet article est partiellement ou en totalité issu de l’article de Wikipédia en anglais intitulé « Etna Township, Hardin County, Iowa » (voir la liste des auteurs).